# Poronin
Poronin est un village de Petite-Pologne située au pied des Hautes Tatras à 7 km de Zakopane. Il compte environ 3 500 habitants.